# عندما يعود جوني إلى المنزل مسيرا
عندما يعود جوني سيرًا إلى المنزل (بالإنجليزية: When Johnny Comes Marching Home)‏ (Roud 6673)، وأحيانًا عندما يعود جوني سيرًا إلى المنزل مرة أخرى، هي أغنية من الحرب الأهلية الأمريكية تعبر عن شوق الناس لعودة أصدقائهم وأقاربهم الذين كانوا يقاتلون في الحرب.

## الأصول
كتب قائد الفرقة الموسيقية الأيرلندي الأمريكي باتريك جيلمور كلمات أغنية "عندما يعود جوني سيرًا إلى المنزل" أثناء الحرب الأهلية الأمريكية. أودعت أول نسخة منشورة في مكتبة الكونجرس في 26 سبتمبر 1863، مع نسب الكلمات والموسيقى إلى "لويس لامبرت"؛ واحتفظ الناشر، هنري تولمان وشركاه، في بوسطن، بحقوق الطبع والنشر. ليس من الواضح سبب نشر جيلمور تحت اسم مستعار، لكن مؤلفي الأغاني المشهورين في تلك الفترة غالبًا ما استخدموا أسماء مستعارة لإضافة لمسة من الغموض الرومانسي إلى أغانيهم. يقال أن جيلمور كتب الأغنية لأخته آني إذ كانت تصلي من أجل عودة خطيبها سالمًا، الكابتن جون أورورك من سلاح المدفعية الخفيفة التابع للاتحاد، من الحرب الأهلية، على الرغم من أنه ليس من الواضح ما إذا كانا مخطوبين بالفعل في عام 1863؛ لم يتزوج الاثنان حتى عام 1875.
اعترف جيلمور لاحقًا بأن الموسيقى لم تكن أصلية ولكنها كانت، كما قال في مقال عام 1883 في ميوزيكال هيلارد، "أغنية موسيقية طريفة سمعتها بالصدفة من قبل شخص ما في الأيام الأولى من التمرد، وأعجب بها، وكتبها، وزينها، وأعطاها اسمًا، وقافيتها لتكون مفيدة لغرض خاص يناسب تلك الأوقات".
نُشر اللحن سابقًا في حوالي الأول من يوليو عام 1863، كموسيقى لأغنية الشرب "جوني املأ الوعاء" في فترة الحرب الأهلية. في الواقع، تنص قصاصة ملونة وغير مؤرخة من كلمات جيلمور، والتي طبعها ناشره في بوسطن، على أن أغنية "عندما يعود جوني سيرًا إلى المنزل" يجب أن تُغنى على لحن أغنية "جوني املأ الوعاء". تنص النوتة الموسيقية الأصلية لأغنية "Johnny Fill Up the Bowl" على أن الموسيقى رتبها (وليس ألفها) ج. دورنال. يوجد تشابه لحني بين اللحن وأغنية "جون أندرسون، يا جو" (التي كتب روبرت بيرنز كلماتها لتناسب لحنًا موجودًا مسبقًا يعود تاريخه إلى حوالي عام 1630 أو قبل ذلك)، واقترح جوناثان لايتر وجود صلة بالأغنية الغنائية "الغربان الثلاثة" التي تعود إلى القرن السابع عشر.
تُغنى أغنية "عندما يعود جوني سيرًا إلى المنزل" أيضًا بنفس لحن أغنية "جوني، بالكاد عرفتك"، ويُعتقد غالبًا أنها كانت إعادة كتابة لتلك الأغنية. لم تُنشر غنية "جوني بالكاد عرفتك" حتى عام 1867، لكن كان لها في الأصل لحن مختلف.
كانت أغنية "عندما يعود جوني سيرًا إلى المنزل" تحظى بشعبية هائلة وغناها كلا الجانبين في الحرب الأهلية الأمريكية. أصبحت الأغنية ناجحة في إنجلترا وأيرلندا أيضًا وأعيد كتابتها في النهاية وأصبحت الأغنية ذات الصلة "جوني بالكاد عرفتك".

### إصدارات بديلة
ظهرت العديد من الاختلافات على الأغنية، فضلًا عن الأغاني التي تحتوي نفس اللحن ولكن بكلمات مختلفة، منذ أن اشتهرت أغنية "When Johnny Comes Marching Home". ظهرت أغنية بنفس النغم تسخر من ميول السرقة المزعومة لبعض جنود الاتحاد في نيو أورليانز، كانت بعنوان "For Bales". ظهرت النسخة البريطانية في عام 1914 بعنوان مشابه، "عندما يعود تومي إلى المنزل". تضمنت حملة الانتخابات الرئاسية الأمريكية لعام 1880 أغنية انتخابية بعنوان "إذا وصل الجمهوريون إلى السلطة"، والتي دعمت الجمهوريين جيمس أ. جارفيلد وتشيستر أ. آرثر ضد "آل جوني" (الديمقراطيين وينفيلد س. هانكوك وويليام إتش. إنجليش ).
أعادت أغاني الأطفال، "النمل يسير"، أو "النمل يسير واحدًا تلو الآخر"، و"الحيوانات دخلت اثنين اثنين" ("إلى الفلك") استخدام اللحن واللازمة.

## كتب
- Erbsen, Wayne: Rousing Songs and True Tales of the Civil War. Native Ground Books & Music, 2008. (ردمك 1-883206-33-2)ISBN 1-883206-33-2
- Lambert, Louis (Patrick Gilmore). "When Johnny Comes Marching Home". Boston: Henry Tolman & Co. (1863)
- Lighter, Jonathan. "The Best Antiwar Song Ever Written," Occasional Papers in Folklore No. 1. CAMSCO Music and Loomis House Press, 2012. (ردمك 978-1-935243-89-2)ISBN 978-1-935243-89-2

## روابط خارجية
- عندما يعود جوني سيرًا إلى المنزل ، جون تيريل (جراموفون إي. برلينر (1893) — موسوعة الفنون الأدائية بمكتبة الكونجرس .
- "عندما يعود جوني إلى المنزل مسيرًا" (صفحة النظرة العامة — موسوعة الفنون الأدائية بمكتبة الكونجرس .
- "عندما يعود جوني إلى المنزل مسيرًا" (نوتة موسيقية) ، أولدرويد، أوزبورن إتش. الأغاني القديمة الجميلة التي اعتدنا أن نغنيها، من عام 1961 إلى عام 1967 ، — مشروع جوتنبرج .
- عندما يعود جوني إلى المنزل مسيرًا - أغنية من الحرب الأهلية
- MIDI والوصف
- نسخة مكتبة الكونجرس، لبالز